# Leonel Damo
Leonel Damo (São João da Boa Vista, 11 de julho de 1932) é um político brasileiro filiado ao Movimento Democrático Brasileiro. Foi prefeito de Mauá por duas ocasiões, além de vice-prefeito e vereador. Exerceu também o cargo de deputado estadual por São Paulo.

## Biografia
Segundo dos dez filhos de Antônio e Josefa, descendentes de italianos que trabalhavam em fazendas de café no interior de São Paulo, Leonel mudou-se para Mauá em 2 de junho de 1948. Trabalhou por anos com toda a família na olaria de Cícero de Campos Póvoa, que funcionava onde hoje encontra-se o Jardim Camila, em Mauá-SP.
Nessa época moravam todos em uma casa de pau-a-pique nas proximidades da olaria e tinham como hábito participar das missas realizadas na Igreja Matriz aos domingos.
Aos vinte e três anos casou-se com Tereza Damaglio Damo, também original de São João da Boa Vista e mudou-se para o Bairro da Matriz onde residiu com a esposa e familiares. Em 1956 teve seu primeiro filho. A esposa veio a falecer no ano de 1957 vitimada por um câncer.

Em 1979 formou-se em direito pela Faculdade de Direito de São Carlos, em São Carlos.
Em 1980 casou-se com Alaíde, com quem teve no ano seguinte duas filhas gêmeas, nascidas e criadas na cidade de Mauá: Vaneli Doratiotto Damo e a ex-deputada estadual Vanessa Doratiotto Damo.

## Política
Foi vereador da cidade de Mauá pela ARENA, em plena Ditadura Militar, entre 1966 e 1969. Logrou ser  vice-prefeito entre 1970 e 1973, na gestão de Américo Perrella, também da ARENA. Posteriormente, foi novamente vereador entre 1973 e 1976, ainda pela ARENA.

### Primeiro mandato como prefeito
Foi prefeito da cidade de Mauá entre 1983 e 1988 pelo PMDB. Sua gestão foi marcada pela grande quantidade de ruas asfaltadas e pela construção, em 1985, do Terminal Metropolitano Central, além de duas mini rodoviárias nos Jardins Itapeva e Zaíra. No entanto, sua primeira gestão ficou negativamente marcada pela destruição do Jardim Japonês e da Fonte Luminosa, na Praça XXII de novembro, ambos projetados por Burle Marx, os quais eram cartões postais da cidade, sob a justificativa de construir o Terminal Municipal no local. Somente metade do terreno demolido foi usado com o Terminal, enquanto o terreno restante da praça foi transformado em um estacionamento, com a arrecadação oficialmente destinada à APAE municipal. Mauá ficou sem praça central, sem seu cartão-postal e a sofisticada maquinaria da Fonte Luminosa desapareceu, sem maiores registros. Em 1985 a Prefeitura fez uma dívida judicial cobradas por meio de precatórios, que se manteria até 2013, ao lado da dívida com a Caixa Econômica Federal. Outro ponto negativo em sua gestão foram as muitas acusações de desvio de verbas públicas. Por fim, Leonel, não conseguiu eleger seu sucessor em 1988.
Leonel foi eleito deputado estadual pelo PSDB entre 1992 e 1995. Nesse período foi vice-prefeito no Governo eleito de José Carlos Grecco, entre 1993 e 1996. Em 1996, concorreu à prefeitura, mas, sendo o homem forte de um governo com poucas obras relevantes,  quase todas concentradas no ano da eleição, isso somado às acusações de corrupção e desvio de verbas naquele governo, além ainda da dívida municipal que cresceu dramaticamente provocando sérios problemas de caixa para municipalidade, este acúmulo de fatores acabaram levando-o a  perder a eleição para Oswaldo Dias do PT.
Leonel concorreu novamente à prefeitura na eleição seguinte, em 2000. A partir dessa eleição foi se cristalizando o bipartidarismo mauaense entre Petistas e Damistas, além da atrelação da imagem da corrente de Damo com o Governo Estadual do PSDB, assim como da atrelação do PT mauaense com o Governo Federal, a partir de 2003. Por fim, nova derrota  na eleição de 2000, agora já em 2º turno, em uma eleição parelha.

### Segundo mandato como prefeito
Em 2004, ano do cinquentenário do Município, Leonel concorreu à prefeitura tendo como principais concorrentes Márcio Chaves da situação PT, e Chiquinho do Zaíra, uma dissidência de seu grupo. O prefeito Oswaldo Dias, sob a justificativa de comemoração ao aniversário da cidade, fez uma mostra oficial denominada Túnel do Tempo, a qual mostrava fotos antigas da cidade, em gestões anteriores, com os bairros do município em estado precário, em comparação a fotos recentes dos mesmos bairros , com várias melhorias implementadas pela gestão corrente. o PFL entrou com uma representação na Justiça e a Juíza Eleitoral Ida Inês del Cid entendeu a mostra como uso indevido da máquina pública para fazer campanha eleitoral do candidato do governo, por fim cassando o candidato da situação na véspera do 2º turno, quando iria disputá-lo contra Leonel. O pleito não foi realizado, e, ao fim do mandato de Oswaldo, o presidente da Câmara Municipal, Diniz Lopes dos Santos, assumiu como prefeito interino por quase um ano. A candidatura cassada recorreu na justiça, tendo até ganho em instância superior o direito a concorrer em um 2º turno, mas, por fim, tendo perdido definitivamente no Supremo Tribunal Federal. A juíza Ida Inês, por fim, após onze meses de disputas judiciais, julgou que os votos em Márcio Chaves, no 1º turno, que obtivera quase 45% do total, eram nulos e decretou Leonel prefeito, tendo governado a cidade entre 2005 e 2008 pelo PV.
A segunda gestão de Leonel foi marcada pela dificuldade em implementar projetos relevantes à população e pelo inchaço da máquina pública com o objetivo de, em troca de cargos, conseguir sustentação política. As obras em andamento da gestão anterior Petista foram abandonadas, denúncias de corrupção e desvio de verbas ocorreram. Mauá, devido às dívidas com a Caixa Econômica Federal, que chegaram ao montante de R$ 660 milhões de Reais, teve seus repasses ao Fundo de Participação dos Municípios sequestrados a partir de 2006. A Dívida da prefeitura cresceu dramaticamente em sua gestão, no entanto, o governo Municipal não entregou obras de grande relevância nesse período.
Com rejeição elevada, Damo abriu mão de disputar a reeleição e seu secretário de Governo, Chiquinho do Zaíra, acabou indicado como candidato à sucessão, ainda que tentando distanciar sua imagem da de Leonel durante a campanha. Chiquinho perdeu no 2º turno para Osvaldo Dias. Leonel Damo se aposentou da vida política após isso, não tendo concorrido a mais nenhum cargo eletivo. No entanto seu grupo e sua forte e numerosa corrente política em Mauá foram herdadas por sua filha Vanessa Damo.